# 魔女

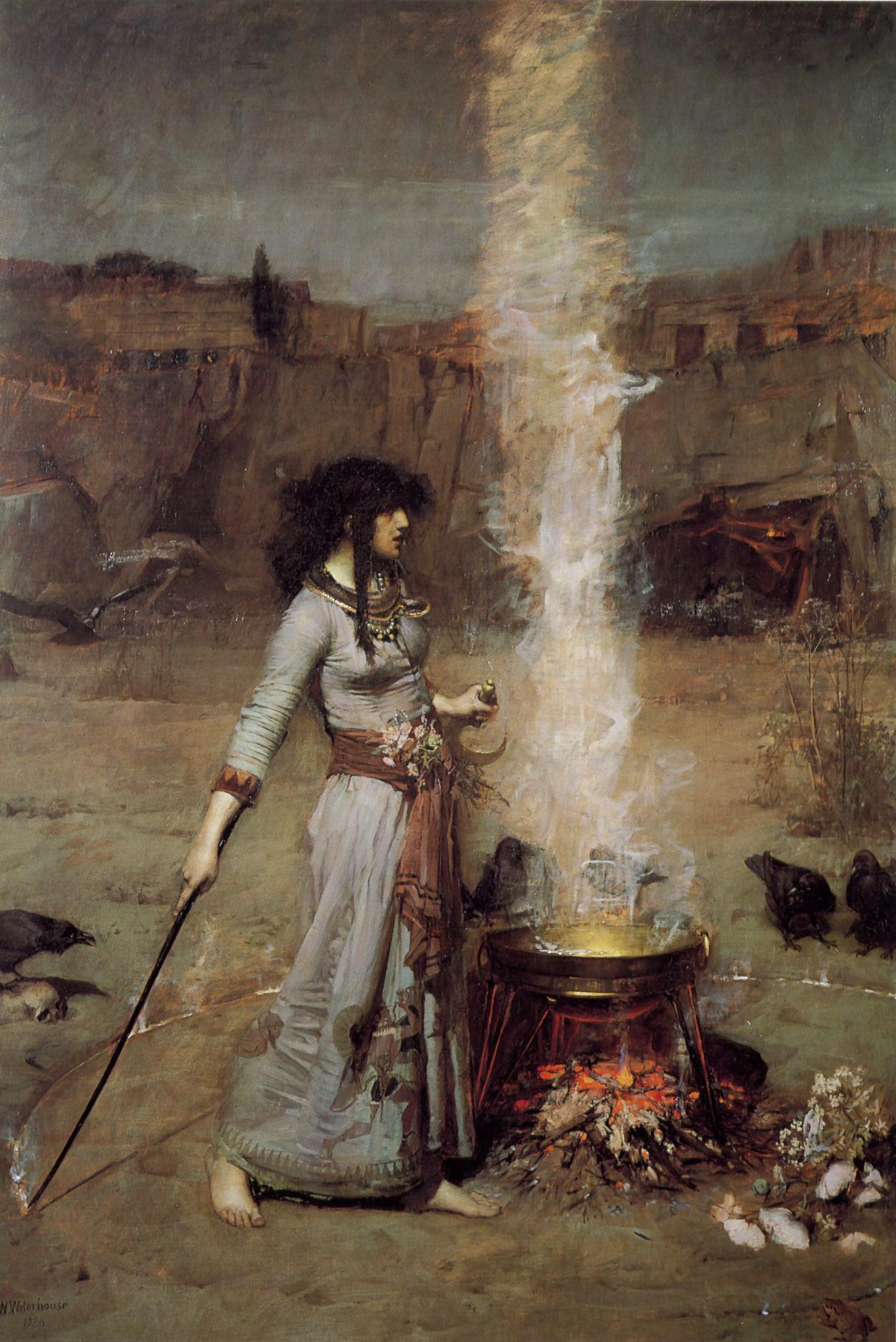
『魔法の円』 (ジョン・ウィリアム・ウォーターハウス、1886年)。

魔女（まじょ、英: witch、仏: sorcière、イタリア語: strega、スペイン語: bruja、独: Hexe）とは、古いヨーロッパの俗信で、超自然的な力で人畜に害を及ぼすとされた人間、または妖術を行使する者のことを指す。
現代の人類学では非ヨーロッパ諸国の呪術にシャーマニズムの概念を適用することがあるが、ヨーロッパの魔女や魔法にもシャーマニズムに通じる面があることが指摘されている。旧石器時代の洞窟壁画には呪術師ないし広義の「シャーマン」と解釈される人の姿が描かれており、呪術は先史時代にまでに遡る古い営みであると考えられている。現存する史料からうかがわれる魔女狩りの時代の魔女観では、魔女は、多くの場合女性で、時には男性であったとされている。近代ヨーロッパ言語には「男性の魔法使い」を指す言葉（仏: sorcier、独: Hexer, Hexenmeister）も存在するが、日本語では「魔男」という言い方は普及しておらず、男性形の sorcier に「魔法使い」という訳語を当てる場合がある。ただし、「魔法使い」という語はより強力な魔力を持つ者、ときにはむしろ悪魔を使役するほどより上位の力をもつ者に使われる場合も多く、この意味で女性で魔法を使う者が「魔法使い」と呼ばれるケースも日本の文学・ゲームなどではある。古い作品によっては、魔女に対応する存在の男性を「妖術使い」と称するケース等もある。

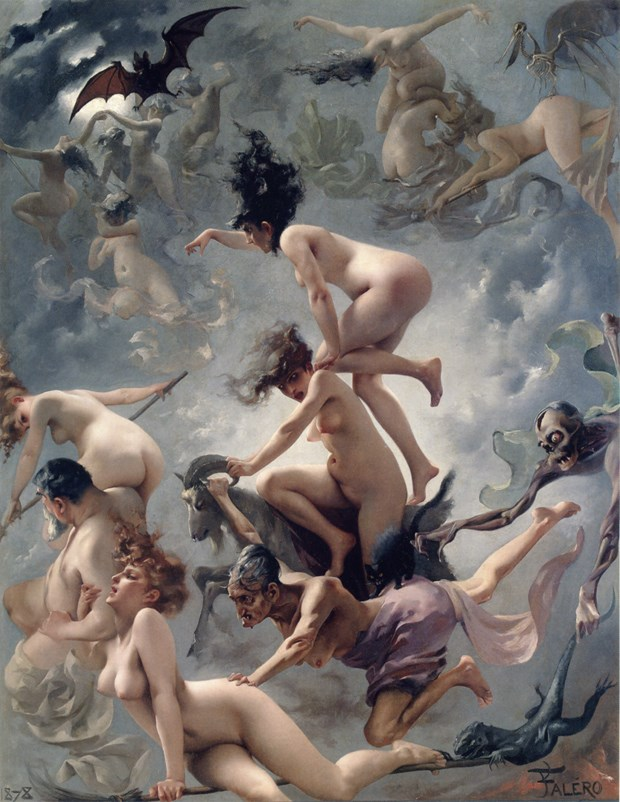
『サバトに赴く魔女たち』（ルイス・リカルド・ファレーロ、1878年）

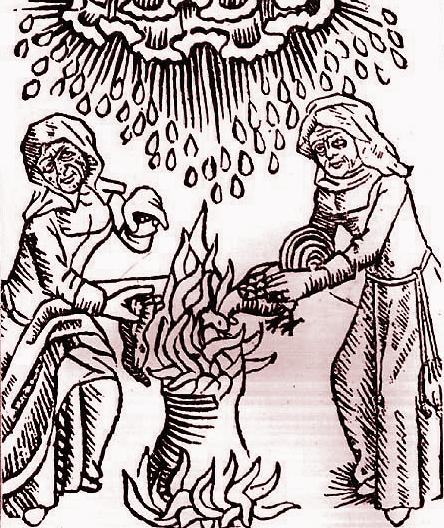
ウルリヒ・モリトール『魔女と女予言者について』（1489年）の挿絵

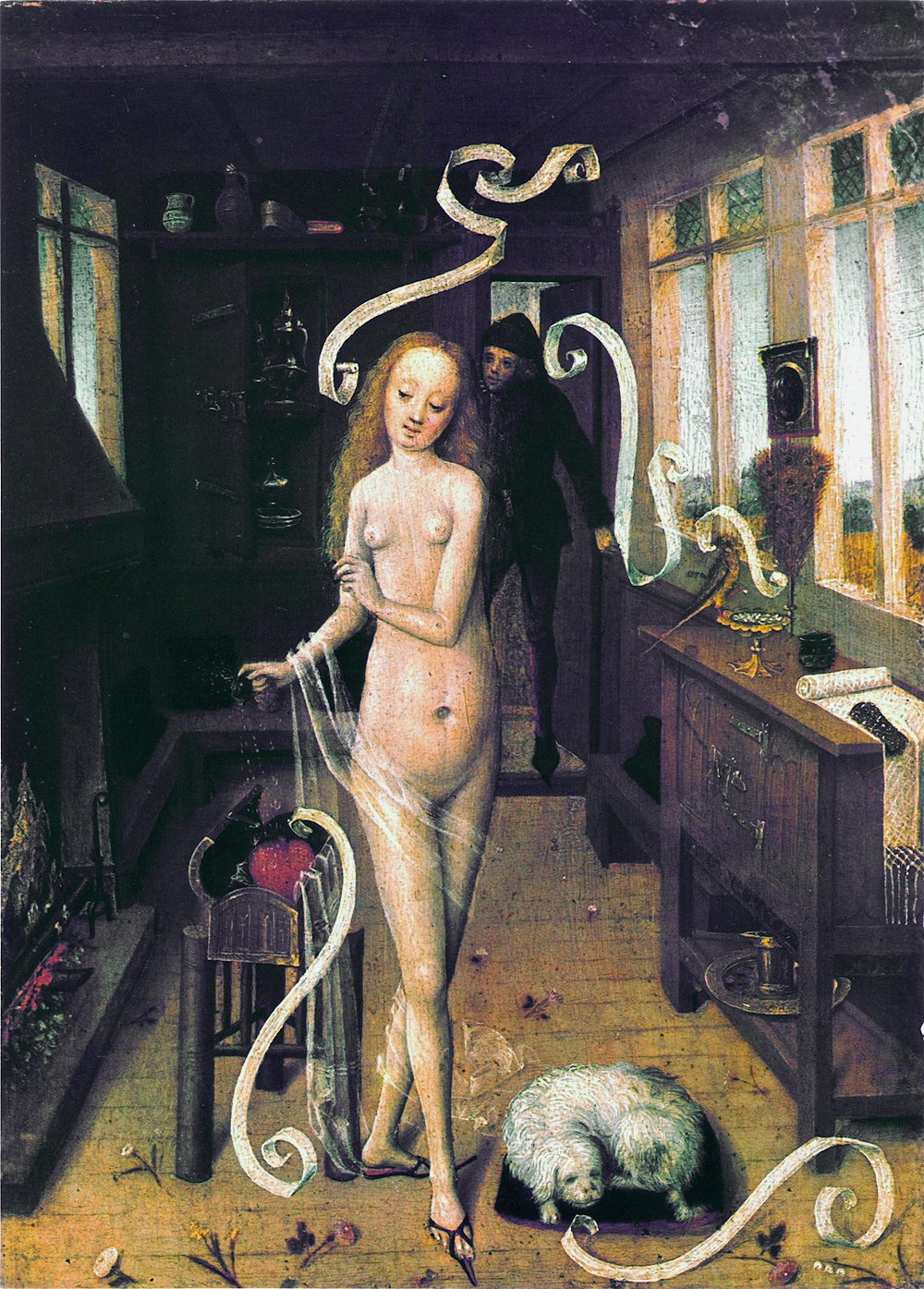
『愛の魔法』（作者不明、15世紀フランドル絵画）

## 概説
冒頭で魔女の一般的な定義を与えたが、すべてに当てはまる最大公約数的定義を示すのは困難である。ヨーロッパの歴史における魔女は複雑な背景を持つ重層的な概念となっており、多面的な魔女像が存在する。古代や中世前期での原型的魔女ないし魔法使いから、中世末以降に魔女論者たちが定式化し識字層に広まった類型的魔女像、近世・近代の民間伝承やメルヘンの中の魔女像、19世紀以降に考えられたロマンチックな魔女像や、20世紀以降の新異教主義の魔女に至るまでの、さまざまなものが魔女という言葉で括られている。
魔女の概念をなす要素のひとつに、ラテン語で「マレフィキウム」（悪行）と呼ばれた加害魔法の概念があるとされる。呪術的な手段によって他者を害することは、古代ローマ時代から刑罰の対象であった。中世ヨーロッパでもこのマレフィキウムに対する考え方は存続した。
しかし中世晩期の15世紀になると、それまでの単なる悪い呪術師とは別様の、「悪魔と契約を結んで得た力をもって災いをなす存在」という概念が生まれた。魔女とは悪魔に従属する人間であり、悪霊（デーモン）との契約および性的交わりによって、超自然的な魔力や人を害する軟膏を授かった者とされた。魔女裁判が盛んに行われた16世紀から17世紀の近世ヨーロッパ社会において識字層を中心に広まっていた魔女観はこのようなものであった。
欧米では20世紀後半以降、魔女と自己規定する人が増えている。その多くは、20世紀半ばにジェラルド・ガードナーが始めた魔女の宗教運動であるウイッカや、これに類する新異教主義のウイッチクラフトの信奉者である。ウイッカを信奉する者はウイッチ (witch) という言葉のもつ悪いイメージを嫌い、ウイッカンと呼ばれる。ウイッカやこれに類する新異教主義のウイッチクラフト諸派は日本で魔女宗とも魔女術とも呼ばれている。
ルーマニアの文化史研究家のマリアン・ザロアーガによれば、中世から近世のルーマニア・トランシルバニア地方の宗教界では西欧よりも魔女に寛容で、宗教活動が規制された共産主義政権下でも信仰が残っていたという。チャウシェスク共産主義政権崩壊後には独裁者チャウシェスクの妻エレナが魔女と称する者の占いに頼っていたことが公になり、むしろ魔女の威信が高まったという。しかし、21世紀に入り、映画やネット配信の影響で若年層にはかえってファンタジーとのイメージが広まり、魔女信仰の影響力が弱まっているようだとする。

## 魔女狩り
15世紀から17世紀にかけてのヨーロッパ諸国において、多くの人々が魔女の嫌疑をかけられ、世俗の裁判や宗教裁判によって処断された。当時魔女は悪魔と交わり特別な力を授けられ、悪天候をもたらしたり、人間や家畜に害をなすと信じられていた。特に女性と限られてはおらず男性の魔女もおり、どちらも英語では同じ witch という語で表わされた。魔女は聖俗の裁判官や教会学者によって捏造されたものであるとする説が19世紀に登場した。しかし魔女とされた人々の一部は何らかの異教的または異端的な豊穣儀礼を実践していたという説もある。
15世紀に書かれた魔女を糾弾する書物の中でも、ドイツの異端審問官によって著された『魔女の槌』（1486 / 7年）は魔女狩りの手引きとして特に有名である。同書は15世紀の印刷革命に乗じてヨーロッパ諸国で広く読まれ、ドイツにおける魔女裁判の本格化に寄与したとも言われている。もっとも、魔女狩りが本格化したのは同書の出版の1世紀後のことであるから、同書と魔女狩りの激化との関係は明白ではない。魔女狩りの盛期であった16世紀から17世紀には、フランスの法律家ジャン・ボダンの『魔女の悪魔憑依』（1580年）をはじめとして魔女妄想を煽る悪魔学書が多数出版された。一方、ドイツの医師ヨーハン・ヴァイヤーは『悪魔の眩惑』（1563年）を著して魔女裁判に異議を唱え、イギリスのレジナルド・スコットは『魔女術の発見』（1584年）を書き、魔女の妖術とされているものに対して懐疑的な見解を示した。
実際に魔女と名指しされた人たちがどのような人々であったかについては、地域や個々の魔女裁判によって異なるため一般化するのは難しい。告発された人は女性とは限らなかった。裁判記録に基づく統計によれば、西欧ではおおむね女性が多い傾向にあったが、北欧では男性の方が多い地域もあった。多くの地域で犠牲者は貧しい下層階級の人々が多く、高齢の女性が多い傾向にあった。時には比較的身分の高い人や少年少女が魔女とされることもあり、さまざまな種類の人々が魔女として告発された。集団的な妄想の犠牲者やマイノリティ、同性愛者や姦通者、隣人の恨みを買った人たち、悪魔憑きなどがいた。「賢い女性たち」といわれる民間療法の担い手・正規の医者ではないが医者の代行を務めた、今で言う助産師のような人たちが多かったとの説があるが、学術的には受け入れられていない。悪魔学者たちは産婆を魔女として糾弾したが、実際には裁判記録にみられる産婆の数はけっして多くはない。また民間の治療師や占い師である白魔女も、少なくともイングランドの裁判記録を見る限り、ことさらに告発の対象になったわけではないようである。
『旧約聖書』には呪術や口寄せを断罪する記述がいくつかあるが、魔女狩りの時代にはそれらは当時の魔女のイメージに合うように解釈された。たとえば「出エジプト記」の中で、律法を述べた22章第17節には、「女呪術師を生かしておいてはならない」ということが記されている。この女呪術師のヘブライ語はメハシェファ(mekhashshepheh)で、呪術を使う女と解されている。この箇所が『欽定訳聖書』（1611年）では「魔女(witch)を生かしおくべからず」と翻訳され、魔女迫害の正当化の根拠として引き合いに出された。

### 魔女狩りの対象者の性別
「記録として残された魔女裁判」の統計調査結果からすると、地域や年代によって差はあるが、一部の地域ではほぼ完全な裁判記録が残っているが、法的手続を踏まない民間の魔女迫害については、どれほどの事例があったのかも今日では知りえず調査対象とならない。その中でも、アイスランドやモスクワなど男性のほうが多い地域もあったことや、魔女狩りの早期であった15世紀頃には男性もかなり含まれていたことは注目に価する。

## 英語での魔女
現代一般英語としてのwitchの用法は、ロングマン英語辞典、オックスフォード英語辞典、ケンブリッジ英語辞典、ウェブスター辞典いずれも第1項目に「a woman who 〜」とあり、ウェブスター辞典のみ第2項目の用法として「a person who 〜」とあるので、女性に対して使われるのが一般的だが、ごくまれに性別を限定せずに使われるようである。

## 白魔女
害悪をもたらす妖術には関わらない白魔女も存在した。彼 / 彼女らは、イギリスで「器用な人」(cunning man, cunning woman)、フランスで「占い師兼病気治し」(devins-guerisseurs) などと呼ばれた。
民衆は白魔女を信頼していた。教会学者は白魔女を魔女の同類とみなし、白魔女の占いや治療行為を非難したが、イングランドの裁判記録では白魔女の関係する訴訟はかなり少なかったことが判っている。

## 垣根の上にいる女
魔女に当たるドイツ語の一つは Hexe で、13-14世紀から使われ始め、17世紀に普及した比較的新しい言葉であるが、その語源は一説には10世紀頃の古高ドイツ語 hagazussa であると言われる。hagazussa は hag（垣根）と zussa（女）の合成語で、「女庭師」や、境界に身を置く半ば悪霊的な存在を含意する「垣根の上を飛ぶ女」と解釈される。
『魔女の槌』中では魔女は malefica （女妖術師）、maga （女魔術師）などとして言及されるが、sortilega （女占い師）という言葉も用いられている。ラテン語の sors （運命、神託）から sortilegius （占い師、予言者）、sortilegium （占い、魔法）、古フランス語の sorcier （魔法使い）が派生し、フランス語では現在もこれを引き継ぎ、女性の魔女・魔法使いは sorcière、男性の魔女・魔法使いは sorcier と性が異なるのみで同じ単語を用いる。

## 魔女についての迷信
- 女性が悪魔と交わることで魔女となる。

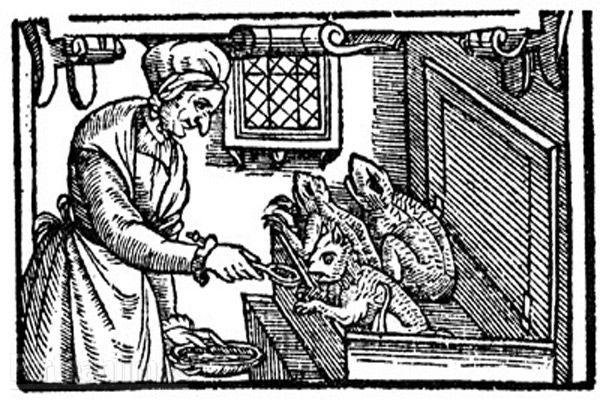
魔女の使い魔

- 魔女は箒にまたがり空を飛んでサバトへ行き、ここで悪魔との乱交が行われる（箒は男性器の象徴であり、サバトでの悪魔との性交を暗示していると考えられる[15]）。
- 魔女は悪魔の力を借りて作物や家畜に被害を与える。
- 魔女は水中に沈められても悪魔に助けられて浮かび上がる。
- 魔女は体のどこかに「契約の印」と呼ばれる、痛みを感じない箇所がある。
- 魔女はカラス、フクロウ、ヘビなどを召使いとする。
- 多くの魔女は黒猫を使い魔として飼っている。
- 魔女狩りにより猫を殺し過ぎたために天敵のいなくなった鼠の数が増え、これがペスト流行の一因となった（これは誤りである）。

## 魔女を題材とした作品
「Category:魔女を題材とした作品」を参照。

## 魔女の集団に関する諸説

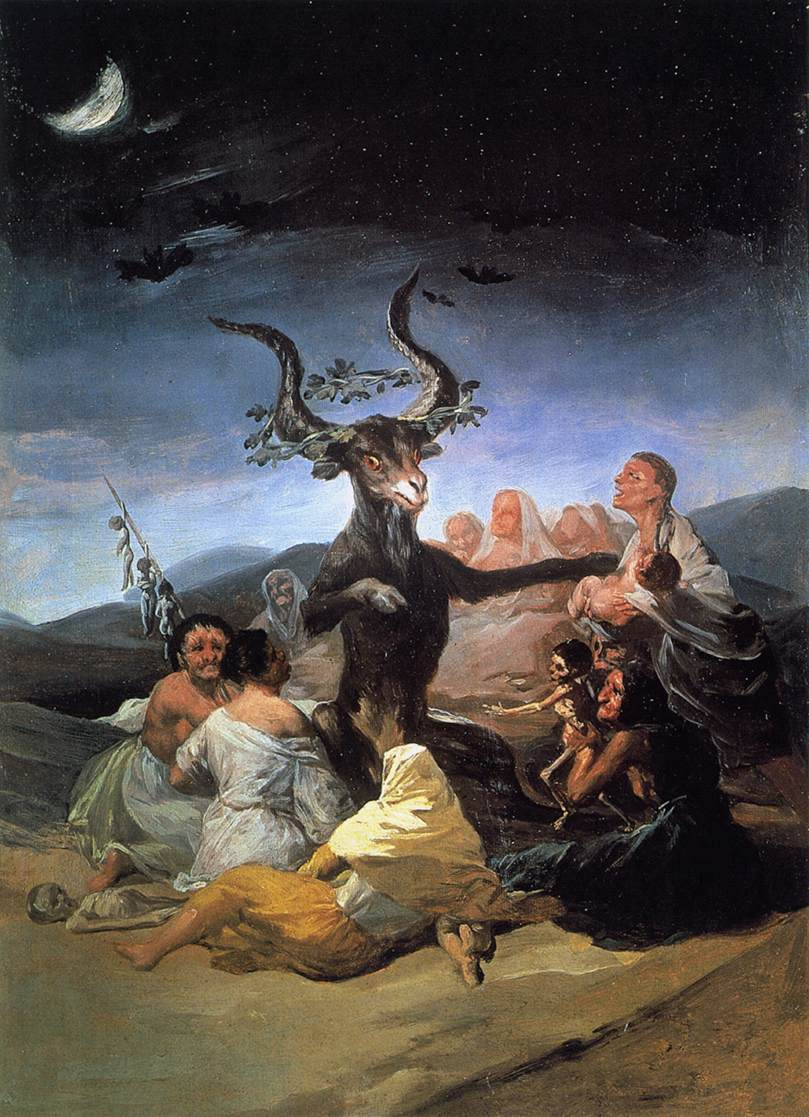
フランシスコ・デ・ゴヤ『魔女のサバト』（1789年）、悪魔とそれを崇拝する魔女を描いている。

魔女狩りの時代には、魔女とは悪魔崇拝のセクトだと考えられていたが、18世紀にはそのような考えを支持する知識人はいなくなっていた。しかし19世紀の第2四半期ごろから、魔女のセクトは実在したのだと論じる学者たちが現れた。
ノーマン・コーンの推察によると、魔女の宗派がかつて実在し、それは前キリスト教的な異教に由来するものであったという説を先駆的に唱えたのは、ドイツの刑法学者カール・エルンスト・ヤールケである。ヤールケは1828年に、魔女宗教とは古代ゲルマンの自然宗教が民衆の間に秘かに生き延びたものであり、それがカトリック教会によって悪魔崇拝と解釈されたのだと論じた。1839年には歴史学者のフランツ・ヨーゼフ・モーネが別の説を唱えた。それによると、魔女宗教とはかつて黒海沿岸にいたゲルマン人がヘカテー崇拝やディオニューソス崇拝と接したことで生まれた地下宗教なのであった。
ヤールケもモーネも熱心なカトリックであり、かれらが実在したと考えた魔女の秘密宗教は邪悪なものでしかなかったが、これとは逆に、下層民に対する共感をもって魔女像を思い描く人物も登場した。それがフランスの歴史家ジュール・ミシュレである。カトリック教会と絶対王政の両方を批判していた急進派のミシュレは1862年に『魔女』を出版し、魔女宗教は、上層階級によって支配されたカトリック教会に反対する農民が中心だったと主張した。ミシュレは、魔女は主に女性であり、彼女らは現代的な医学の基礎知識を持つ偉大な治療者であると述べた。彼は、彼女らが時代と共にキリスト教徒が思い描く悪魔と似た姿になったパーンを崇拝していると考えた。

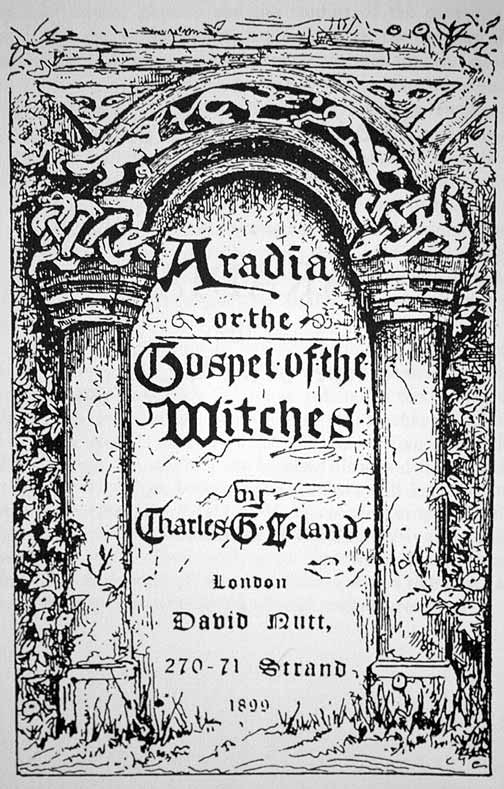
『アラディア、あるいは魔女の福音』の1899年のカバー。

チャールズ・ゴッドフリー・リーランドは19世紀後半にヨーロッパを訪れ、ミシュレの説を支持したアメリカのジャーナリストで民俗学者だった。1899年に彼はイタリアの魔女の神聖な文書であるという『アラディア、あるいは魔女の福音』を出版した。この本は有角神には言及しなかったが、ルシファー（悪魔のルシファーとは別）と呼ばれる男性神だけでなく女性神、すなわち女神ディアーナについても言及した。
ミシュレは、魔女のサバトは豊穣信仰に由来していると考えたが、『西欧の魔女宗教』（1921年）を著したイギリスのエジプト学者マーガレット・マリーもまた魔女と豊穣信仰をむすびつけた。この説の支持者によると、キリスト教徒が悪魔と呼んでいたものは角を生やした豊穣神であり、魔女宗教はこの神格に礼拝するために集まっていたが、それはキリスト教徒によってサバトと呼ばれ弾圧されたということになる。
このような説は文学に影響を与え、ジョン・バカンやロバート・グレーヴスのような作家の作品に採用されている。また、20世紀半ばのイギリスで発祥したネオペイガニズムの新宗教であるウイッカの起源に多大な影響を与え、彼女らは自分たちが異教的魔女宗教の生き残りであると主張している。1960年代以来、カルロ・ギンズブルグなどの学者は、ヨーロッパの民俗文化におけるキリスト教以前の宗教の名残が、近世における妖術のステレオタイプに影響を及ぼしたと述べている。
ヨーロッパにおける近世妖術信仰の専門家は、マーガレット・マリーの学説を偽史的なものと見なしている。当時魔女として告発され、処刑された者は、魔女宗教なるものがキリスト教以前の土着の宗教であれ悪魔的宗教であれ、何にせよいかなる魔女宗教の成員でもなかったという学術的合意がある。批評家は、この理論は、極度に選別された裁判の証拠に依存しており、被告人と原告人の双方の事象および行為を著しく虚偽表示させていると述べている。また、告発された魔女の主張が真実であり、脅迫や拷問によって歪められていないという誤った前提に依拠しているとも指摘されている。

## 魔女宗
新異教主義の一種である魔女宗（ウイッカ、ウイッチクラフト）は、魔女は古代の異教を伝える人々であったという思想を前提に、魔女の信仰と知恵を復興させ現代に実践しようとする宗教運動である。
1951年にして魔女禁止令がようやく廃止されたイギリスで、魔女の宗教集団に接触し教えを伝授されたと主張するジェラルド・ガードナーという人物が、魔女の宗教についての一連の著作を執筆するなどの活動を通じて、魔女の宗教を復活させようとした。現在では学問的価値がないとされているイギリスのエジプト考古学者マーガレット・マリーの魔女の宗教に関する学説や儀式魔術の儀式様式などを取り入れて創作されたものとも言われている彼の魔女宗教は、当初ウイッチクラフトと呼ばれ、後にはウイッカと呼ばれるようになった。
Witchcraft を単純に和訳し、魔女術（ウイッチクラフト）と呼ばれることがある。その場合は、単なる「術」、つまりおまじないや呪術の総称と言える。対して、「キリスト教以前に存在したヨーロッパの多神教の復活である」という思想を有する、ガードナーに始まるウイッカ (wicca) やこれに類する新異教主義のウイッチクラフト諸派は信仰的側面をもっているため、ウイッカ宗、魔女宗と訳すのが望ましい。魔女宗は、オカルト趣味とは異なり、欧米で認められている宗教の一つである。ウイッカを信奉する魔女は、差別的な意味合いを負わされてきた英語のウイッチ (witch) という言葉を好まず、ウイッカン (wiccan) と称することが多い。
魔女宗の魔女たちは、魔女を「キリスト教の悪意によって魔女とされた、キリスト教以前の古き宗教の神々の崇拝者」であるとし、女神や有角神を崇拝する。現代の魔女宗の復興に大きな影響を与えたジェラルド・ガードナーが儀式魔術の要素を導入したため、儀式魔術と同じようなものとして語られることがあるが、魔女宗は宗教であり魔術とは異なる。むしろシャーマニズムや神道と同列に語られるべきものである。欧米における魔女宗の魔女たちは、伝統的には13人、しかし実際にはもっと少ない人数の実践グループ「カヴン（魔女団）」に所属するか、もしくは一人で活動する。

## 魔女と裸
魔女宗の中にはスカイクラッドと呼ばれる全裸で儀式を執り行うグループがあり、スキャンダラスに取り上げられがちであるが、ヌーディズムのヌーディスト・クラブの例を見るまでもなく、全裸の作業が性的な乱れに繋がることは一部の不心得団体以外にはない（そしてそのような不心得の団体は、本物の魔女宗のメンバーとは認められない）。西洋絵画では伝統的に魔女は裸で描かれることも多く、レオ・ルイックビーは今日の魔女宗の一部で行われる裸の儀式について、こうした絵画の影響が関係していると指摘している。全米魔女協会により公認されている魔女カメリア・マキによると、魔女が黒い服を着ることが多いのはかつて迫害された時代に安全を確保するためだったからであり、魔女の本来の正装は全裸であると述べている。魔女宗の最高指導者の一人ドリーン・ヴァリアンテも、伝統的に魔女の正装は裸体であると述べ、儀式中に裸でいることの意義を強調した。
ジェラルド・ガードナーは魔女が裸になる理由について、「彼女らがそのようにするから」「魔女の儀式はそうしなければならないから」「魔女術は石器時代の宗教がルーツになっており、古い時代の様式が残っているから」「キリスト教から見て本質的に邪悪なものだから」などの仮説を挙げた上で、魔女たち自身の言である「裸になることによってのみ力が発揮できる」という理由が説明として最良であると述べている。またガードナーは著書『今日の魔女術』で、魔女は裸でなければスリップやビキニなら着用しても力を失いにくいと考えると述べ、伝統的な裸の状態とビキニを着用した状態でどのくらい力に差があるかを比較することを提案した。

### ギャラリー

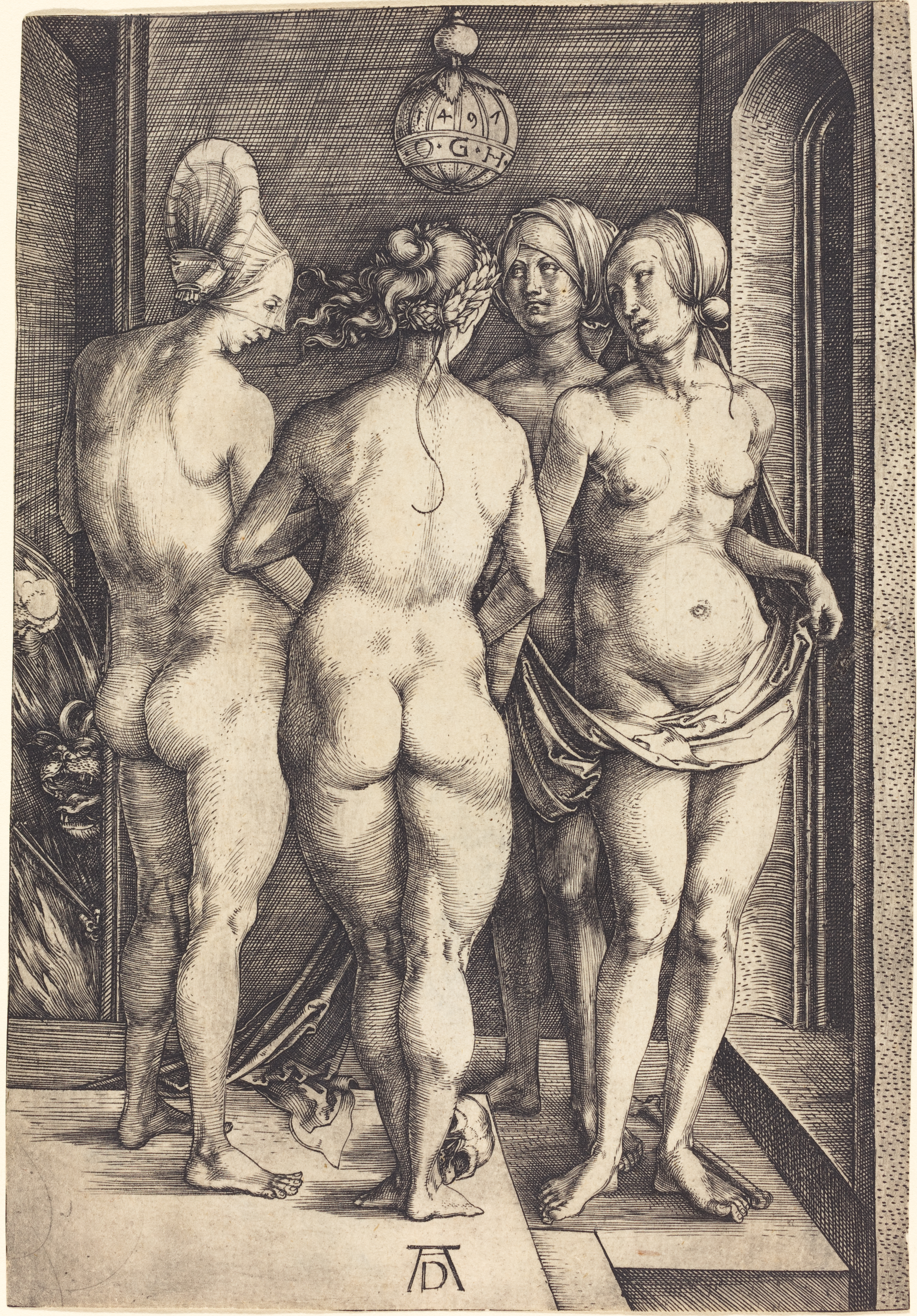
『四人の魔女』（アルブレヒト・デューラー）
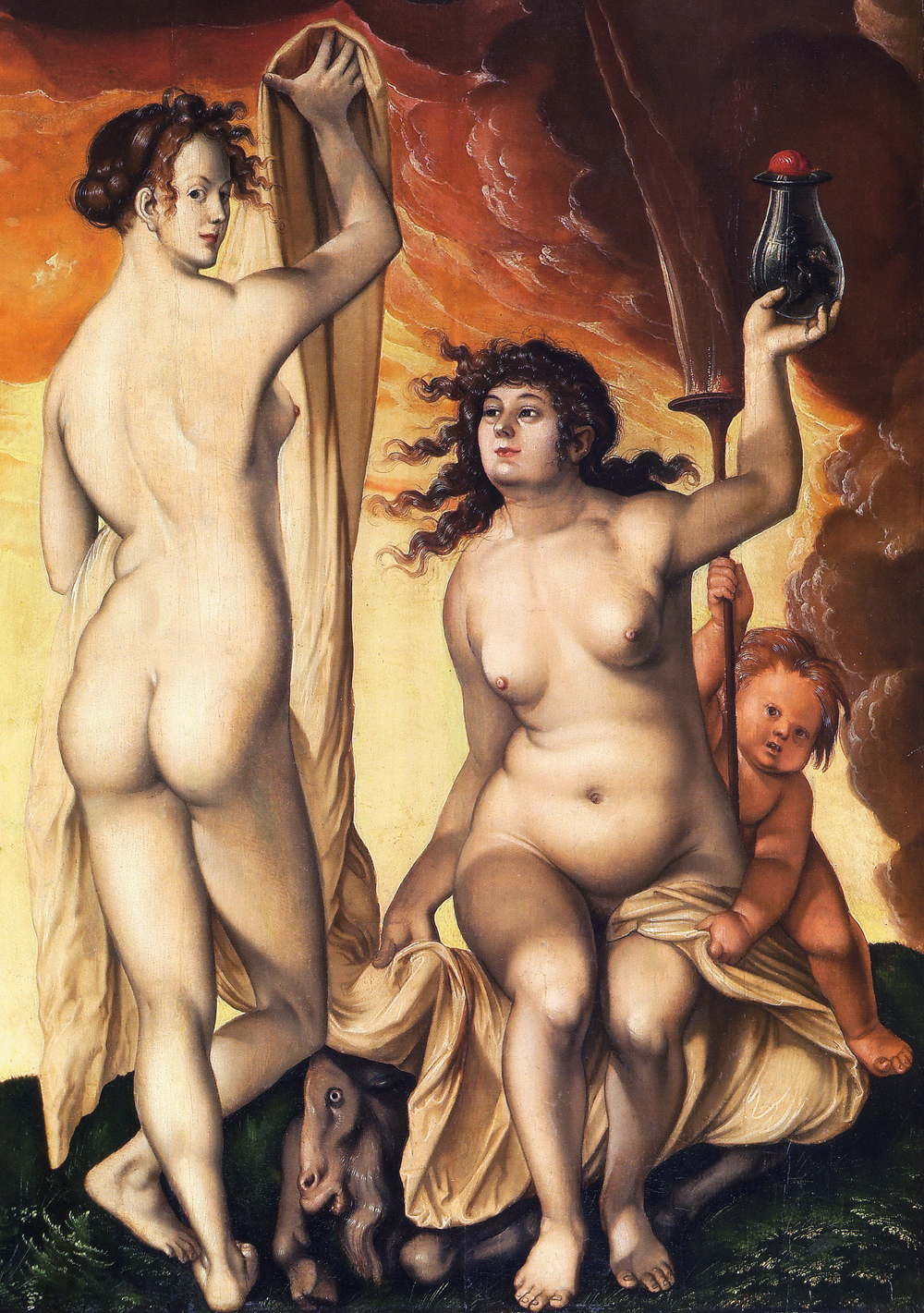
『二人の魔女』（ハンス・バルドゥング）
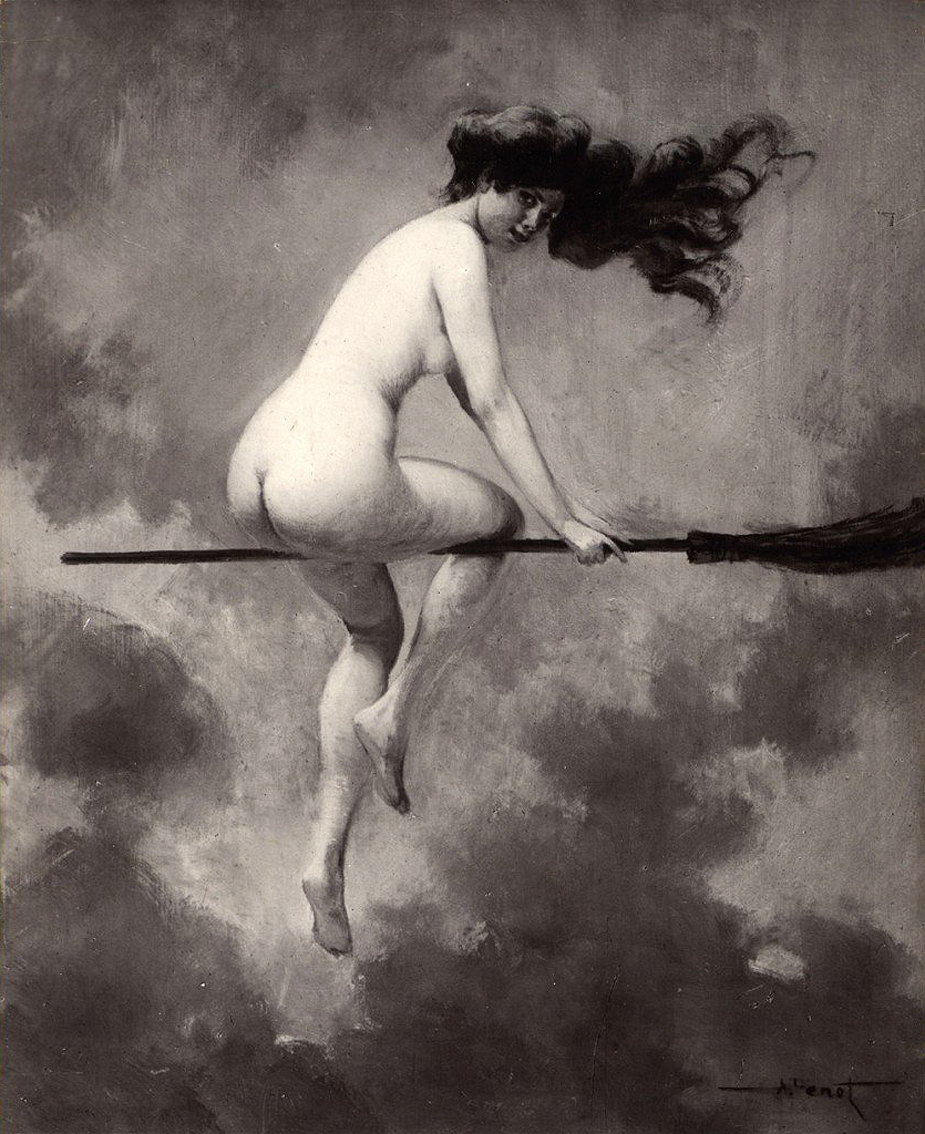
『サバトへの出発』（アルベール・ジョゼフ・ペノー）
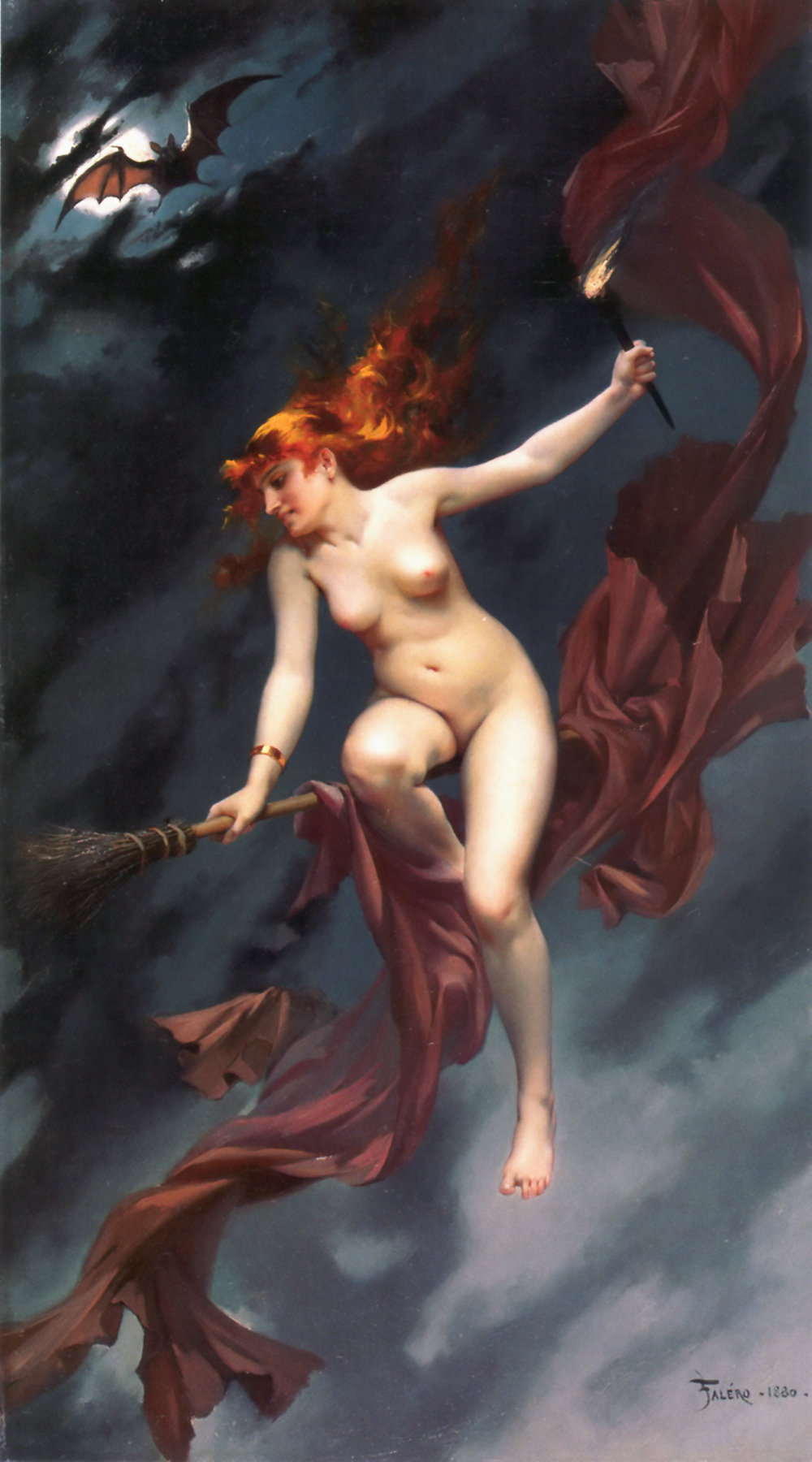
『魔女たちの祭日』（ルイス・リカルド・ファレーロ）
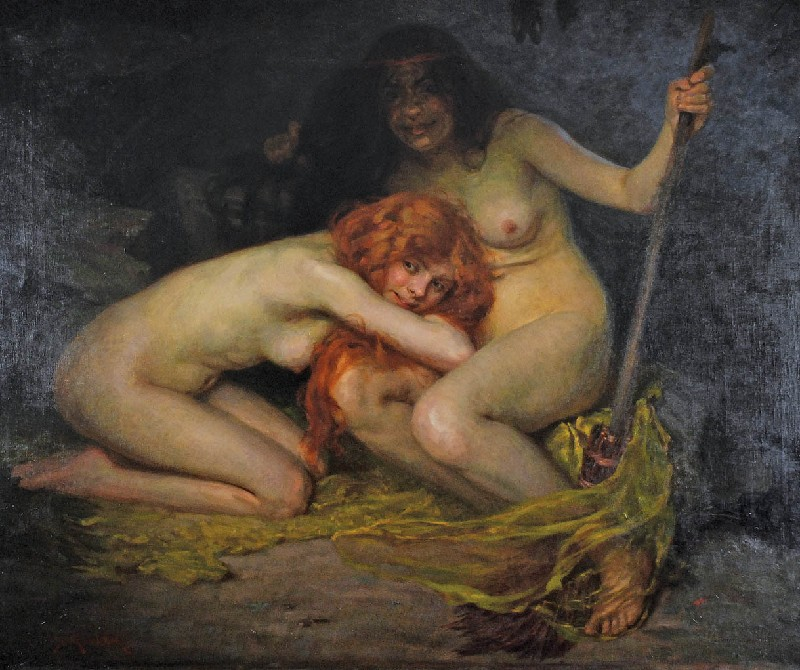
『二人の魔女』（ジモン・グリュックリッヒ）